# Diplomatie de la canonnière
Pour les articles homonymes, voir Canonnière (homonymie).

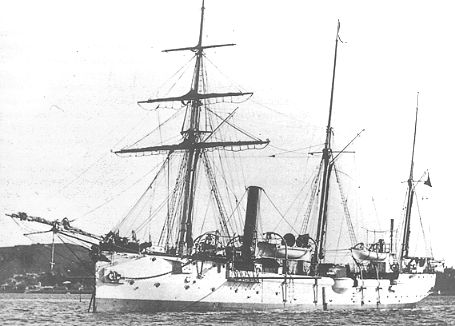
La canonnière britannique HMS Sparrow en 1889.

La diplomatie de la canonnière ou l'expression « politique de la canonnière » rappelle encore à quel point la canonnière était symbole de la projection de puissance jusqu'au début du XXe siècle. La « politique de la canonnière » consistait à tirer depuis la mer au canon sur les côtes des États qui ne payaient pas leurs dettes financières.
À la suite du refus en 1902 du Venezuela de payer ses dettes à l'Allemagne et au Royaume-Uni, ces pays menaçaient d'utiliser la force. Luis María Drago, juriste et homme politique argentin déclara qu'il n'était pas possible de faire usage de la force pour recouvrer des dettes tant que l'on n'est pas passé par un arbitrage pacifique. Cette doctrine, connue comme la doctrine Drago, a servi de base à la seconde convention de La Haye de 1907.
Cette diplomatie offensive est à rapprocher de la doctrine du Big Stick (« doctrine du gros bâton » en français), qui sous l'administration de Theodore Roosevelt visait à protéger les intérêts américains à l'étranger par la menace de l'usage de la force.
L’interdiction du recours à la force dans le règlement des différends internationaux, par le droit international, abolit en quelque sorte la diplomatie de la canonnière. « La volonté de construire une communauté internationale implique en effet que les relations entre États soient pacifiées ». Le feu laisse ainsi place à l’influence. Au xxie siècle, le temps est à la diplomatie navale. Dans ce contexte, les marines de guerre demeurent un moyen important dont disposent les États pour atteindre les objectifs de leur politique extérieure. L’aspirant Omer Aury écrit à ce sujet, dans Cols Bleus, le magazine de la Marine nationale, que le navire de guerre, « libre de naviguer sur quasiment toutes les mers du globe, où il dispose d’une immunité, [...] est un moyen formidable de porter les messages, les valeurs et la puissance d’un État, à proximité des côtes étrangères ». Ainsi, dit-il, « les forces navales s’affirment comme un soutien essentiel à la politique extérieure de la France ».

## Exemples
- XVIIIe siècle
  - Bombardement de Cabinda (1784)

- XIXe siècle
  - Guerres de l'opium
  - destruction du fort de San Juan de Ulúa (Mexique) par une  escadre française (1838)
  - Incident Don Pacifico (1850)
  - Navires noirs (1853-1854)
  - Bombardement de Zanzibar

- XXe siècle
  - Coup d'Agadir (1911)
  - Crise du canal de Suez (1956-1957)
  - Crises du détroit de Taïwan (1954-55, 1958 et 1995-96)

## Occurrences dans la littérature
Joseph Conrad évoque la politique de la canonnière dans son roman Au cœur des ténèbres (1902). Le narrateur et personnage principal, Charles Marlow, se rend en navire vers le Congo belge, où il a été engagé en tant que commandant d'un bateau à vapeur. Il aperçoit ainsi un navire français en train de bombarder la côte africaine, qui pourtant parait désespérément vide :

« Une fois, je me rappelle, nous sommes tombés sur un navire de guerre à l'ancré au large de la côte. On n'y voyait pas même une baraque, et ils bombardaient la brousse. Apparemment les Français faisaient une de leurs guerres dans ces parages. [...] Dans l'immensité vide de la terre, du ciel et de l'eau, il était là, incompréhensible, à tirer sur un continent. Boum! partait un canon de six pouces ; une petite flamme jaillissait, puis disparaissait, une petite fumée blanche se dissipait, un petit projectile faisait un faible sifflement – et rien n'arrivait. [...] L'action avait quelque chose de fou, le spectacle un air de bouffonnerie lugubre, qui ne furent pas amoindris parce que quelqu'un à bord m'assura sérieusement qu'il y avait un camp d'indigènes – il disait ennemis ! – cachés quelque part hors de vue. »